# 色中心
色中心（いろちゅうしん、英語: color center）とは、イオン結晶中の点欠陥に電子や正孔が捕捉された、ある種の格子欠陥のこと。
特定の波長の光を吸収して色が付くため、このように呼ばれる。このうち盛んに研究されたのがF中心である（Fはドイツ語で色を意味するFarbeに由来する）。

## 例
- F中心：アルカリハライド結晶中の負イオン空孔に、電子が捕捉されたもの。
- M中心：隣接した2個の負イオン空孔に、電子が捕捉されたもの。
- R中心：3個の負イオン空孔に、電子が捕捉されたもの。
- V中心：隣接した2個の負イオンに、正孔が捕捉されたもの。
- H中心：格子間にある負イオンに、ホールが捕捉されたもの。

### ダイヤモンド窒素-空孔中心

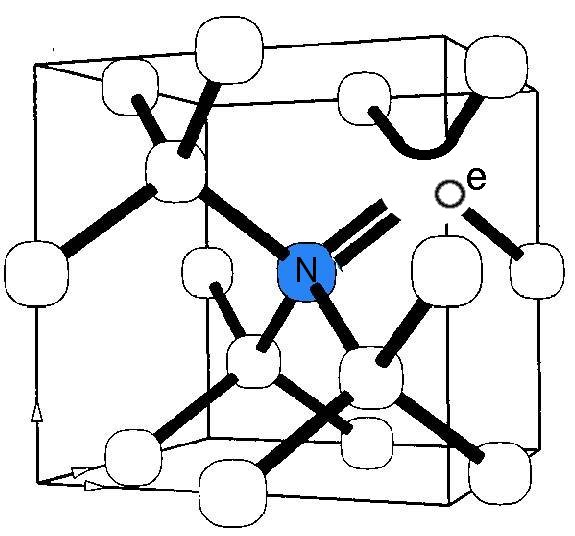
ダイヤモンド窒素-空孔中心の模式図

ダイヤモンドの結晶中、本来は炭素があるべきところに窒素（N）で置換され、隣接する位置に空孔（V）がある複合欠陥で、NV中心が電子1個を捕獲して負に帯電時にNV中心はスピンと呼ばれる磁気的な性質を示す。またNV中心を用いたセンサは、SQUIDなどの他の磁気センサとは異なり、ベクトル磁場の検出が可能で超高感度磁気センサとしての用途が期待される。半導体量子ドットやダイヤモンド中のNV中心は、それぞれマイクロ秒程度に制限されたスピンコヒーレンス時間や全発光強度のうち量子光源として利用可能なゼロフォノン線からの発光が数パーセントのみで発光強度が小さいなどの問題がある。

### ダイヤモンド珪素-空孔中心

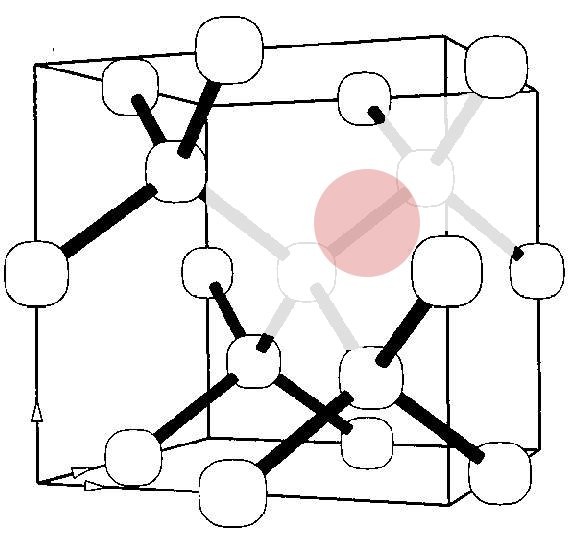
ダイヤモンド珪素-空孔中心の模式図

ダイヤモンドの結晶中、本来は2個の炭素原子があるべきところに珪素（Si）で置換され、隣接する位置に2個の空孔（V）がある格子欠陥。超高感度磁気センサとしての用途が期待される。100 mK まで冷やすことでスピンコヒーレンス時間10 msが達成されたが、希釈冷凍機が必要である程度高い温度では量子ネットワークに応用できるようなミリ秒以上の長いスピンコヒーレンス時間の達成が困難。

### ダイヤモンドゲルマニウム-空孔中心

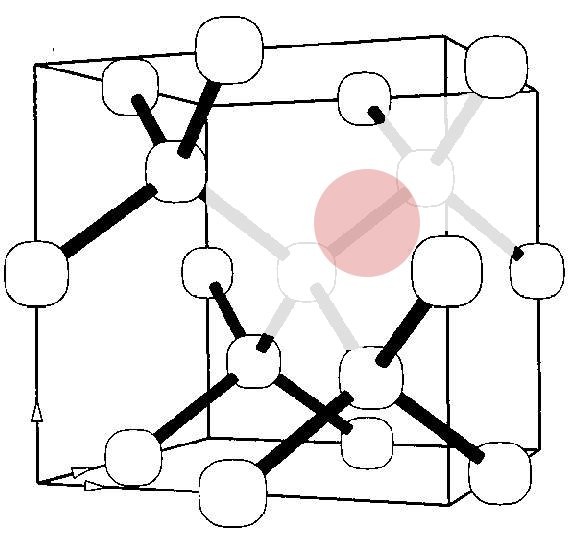
ダイヤモンドゲルマニウム-空孔中心の模式図

ダイヤモンドの結晶中、本来は2個の炭素原子があるべきところにゲルマニウム（Ge）で置換され、隣接する位置に2個の空孔（V）がある格子欠陥。超高感度磁気センサとしての用途が期待される。

### ダイヤモンド錫-空孔中心
ダイヤモンドの結晶中、本来は2個の炭素原子があるべきところに錫（Sn）で置換され、隣接する位置に空孔（V）がある格子欠陥で室温において619nmの波長に鋭いゼロフォノン線をもって発光する

## 応用例
常温で機能する量子コンピュータや超高感度磁気センサとしての用途が開発されつつある。